# Reketyefalva község
Reketyefalva község (románul: Comuna Răchitova) község Hunyad megyében, Romániában. Központja Reketyefalva, beosztott falvai Boica, Gotesdtanya, Kiscsula, Mesztákon, Nagycsula, Valiora.

## Népessége
A 2011-es népszámlálás adatai alapján a község népessége 1330 fő volt.